# Jahlil Okafor

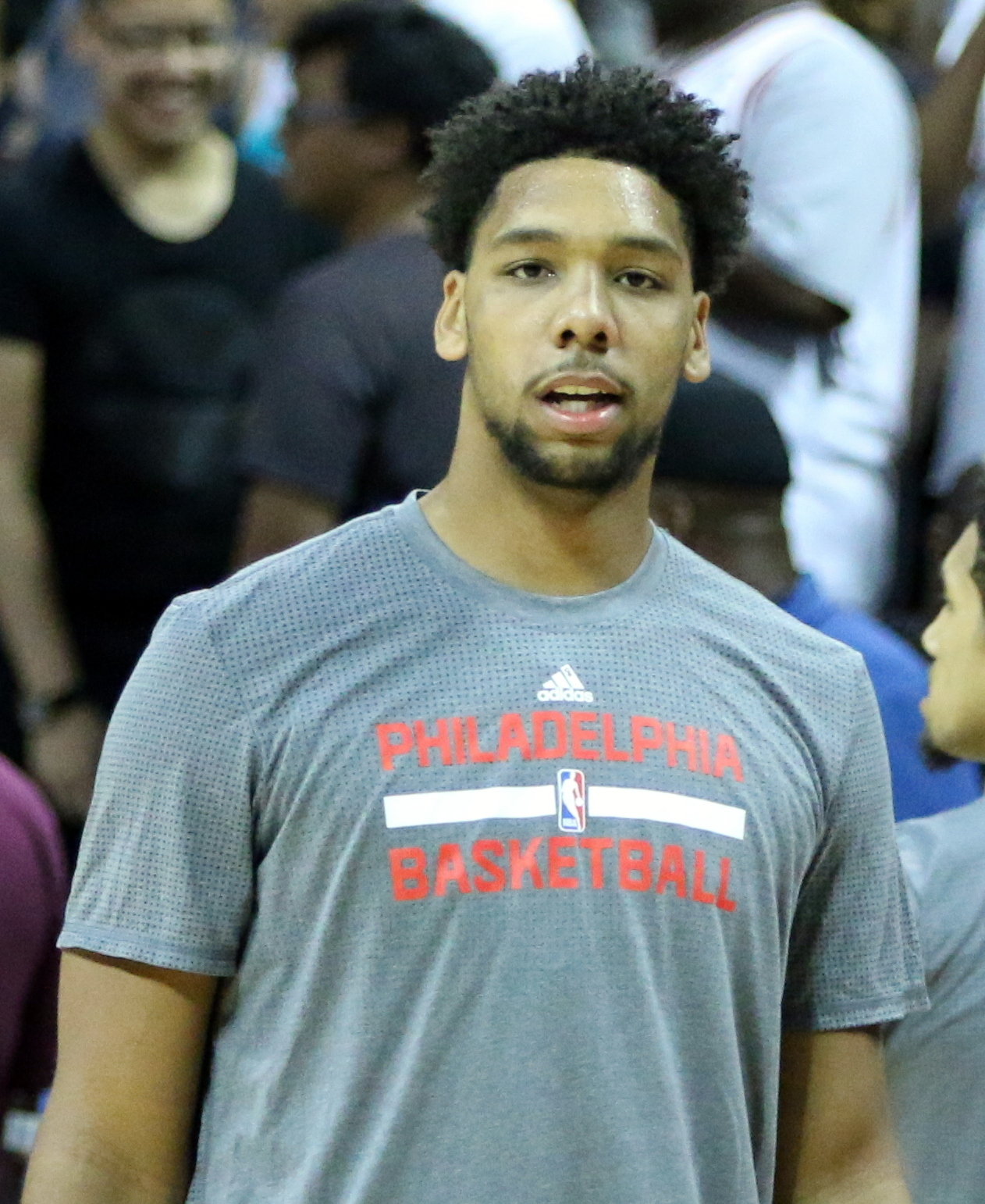
Jahlil Okafor, 2015.

Jahlil Obika Okafor, född 15 december 1995 i Fort Smith, Arkansas i USA, är en nigeriansk-amerikansk professionell basketspelare (C) som spelar för Indiana Pacers i National Basketball Association (NBA). Han har tidigare spelat för Philadelphia 76ers, Brooklyn Nets, New Orleans Pelicans och Detroit Pistons.
Okafor har även spelat som proffs i Kina, Mexiko, Spanien och Puerto Rico.
Han deltog också vid de olympiska sommarspelen 2020 i Tokyo, där han var med och spelade för det nigerianska basketlandslaget.
Okafor draftades av Philadelphia 76ers i första rundan i 2015 års draft som tredje spelare totalt.
Innan han blev proffs studerade Okafor på Duke University och spelade för deras idrottsförening Duke Blue Devils.